# Svatobor (rozhledna)
Rozhledna Svatobor je kamenná turistická vyhlídková věž s turistickou chatou na vrcholu hory Svatobor (845 m), která se nachází na severozápadě Šumavského podhůří a vytváří přirozenou dominantu nad městem Sušice. V anketě iDNES.cz v roce 2011 byla zvolena nejhezčí rozhlednou Plzeňského kraje.

## Historie
První myšlenky na stavbu rozhledny přišly několika jednotlivci již před rokem 1890. Jednotlivci se spojili s nově vzniklým odborem Klubu českých turistů Sušice v roce 1890 a v roce 1893 bylo rozhodnuto postavit kamennou rozhlednu. Pozemek na vrcholu Svatoboru patřil "Bohumilu svob. pánu z Henneberg-Spiegel, c. k. komořímu v Hrádku", který zdarma věnoval pozemek Klubu českých turistů Sušice. Plány na rozhlednu zdarma věnoval architekt a předseda Klubu českých turistů Vratislav Pasovský v roce 1895. První rozhledna se začala stavět v roce 1896 nákladem 3265 zlatých stavitelem V. R. Mivaldem a byla dokončena na podzim 1898. Už při stavbě rozhledny vyvstala potřeba útulny s občerstvením, která se začala hned realizovat. Archtektonický plán i zde dodal předseda Klubu českých turistů Vratislav Pasovský. Rozhledna a útulna byly předány veřejnosti při slavnostním otevření 8. září 1900. Na slavnostním otevření postupně hovořili: JUDr. Josef Holý - místopředseda KČT Sušice, Vratislav Pasovský - architekt a předseda KČT, PhDr. Vilém Kurz - říšský poslanec. 1. listopadu 1905 vyhořela útulna a zasáhla i vrchol rozhledny. Vrchol rozhledny byl po požáru opatřen novým krytem a skleněnou kopulí. Kvůli trhlinám a odklonu věže o 1,78 metru musela být v roce 1934 zbořena. Po 3 měsících stavby byla postavena nová rouhledna dle návrhu architekta Karla Houry. Byla slavnostně otevřena 12. srpna 1934. Chata k rozhledně byla otevřena v roce 1935.

## Výhled
Z ochozu rozhledny se otevírá výhled na šumavský vrchol Ždánidla, protáhlé hřebeny Plesné a Poledníku a skalnaté temeno Velkého Javoru, na jihovýchodě je viditelný výrazný hřeben Boubína. V dálce je viditelný i useknutý kužel Přimdy, na severu se rýsuje hrad Radyně. Za zvlášť výborné dohlednosti jsou vidět dokonce i Alpy.